# 宮古島市民球場
宮古島市民球場（みやこじましみんきゅうじょう）は、沖縄県宮古島市平良字西仲宗根の宮古島市多目的運動公園内にある野球場。宮古島市が運営管理を行っている。
かつてプロ野球のオリックス・バファローズが春季キャンプに使用していた。なお、同じく宮古島市が運営する宮古島市営球場は、本球場とは異なる球場である。

## 歴史
1992年、当時の平良市に平良市民球場（ひららしみんきゅうじょう）として開場。こけら落しとして2月29日に横浜大洋ホエールズ対中日ドラゴンズ戦が行われた。
翌1993年から2015年までオリックス・バファローズ（キャンプ開始当時は当時オリックス・ブルーウェーブ。2015年は2軍のみ。）の春季キャンプ地として使用されていた。また、大学や社会人野球のキャンプにも使用されている。
2005年10月1日、宮古列島の5市町村（平良市と宮古郡伊良部町、上野村・城辺町・下地町）が新設合併し「宮古島市」となったのに伴い、現名称に改称した。
2019年度からは指定管理者制度が導入され、宮古島市スポーツ協会が管理を行う予定である。
宮古島市では、2021年4月の供用開始を目指して、宮古島と伊良部大橋で繋がる伊良部島に新球場の整備が進められており、完成後は本球場に代わって宮古島市のメイン球場に位置づけられる予定である。

### オリックス春季キャンプ
本球場は、開場の翌年の1993年からオリックス・ブルーウェーブ（当時）の春季キャンプ地として使用されていた。

しかし開場以来、財政難などから施設面の改善は進まなかった。屋内練習場は全面クレー舗装で人工芝は敷設されておらず、野球専用のグラウンドも市民球場の1面しかない（ただし隣接地にサブグラウンド1面あり）など周辺施設が手狭であったため、オリックスのキャンプは市内城辺地区にある宮古島市城辺総合運動公園と分散して実施する形式（城辺では二軍キャンプを実施）となっていた。2005年には、二軍の二次キャンプが高知市東部野球場に移された。
市はこのうち、屋内練習場の全面人工芝化を2006年中に実施する予定だったが、同年9月に台風16号の襲来で練習場の設備が一部破損するなど被害を受け、着工が12月にずれ込んだ。また11月30日にはオリックスの金田義倫管理部長、小林晋哉育成部長が施設を視察したが、第二球場の整備やブルペンの拡張などが進んでいないことについて「14年間で要望が形になっていないことが多い」として市側に施設の改善を求めた。金田らは「宮古島で続けられるのが一番いい」としながらも、改善がなされなかった場合は2008年シーズン以降の撤退も示唆していた。
だが、その後も施設の改善は遅々として進まず、2010年の春季キャンプでは、市民球場の外野部分に雑草が生えたままとなっているなど状態は粗悪で、オリックス・村山良雄球団本部長が「プロが使うグラウンドではない」と発言するなど、施設面の不備が指摘された。球団側は2010年2月13日に市に対し改善を要請したが、充分でない場合は2011年シーズン以降の撤退を再び示唆した。市側はこれを受け、2010年中に外野の改修工事等の対策を行った。
2014年8月25日、オリックス球団は2015年度の春季キャンプから、一軍の会場を宮崎市の宮崎市清武総合運動公園野球場「SOKKENスタジアム」に移し、宮古島市民球場から撤退することを発表した。また、二軍については2015年度は引き続き本球場を使用するが、次年度以降については宮崎への移転の検討を行うことも明かされた。
2015年8月24日、オリックス球団は2016年度の春季キャンプより二軍も宮崎に移転して一、二軍合同キャンプを行い、宮古島からは完全撤退することを発表した。この際、オリックス・瀬戸山隆三球団本部長は「宮古島には大変お世話になったが施設の老朽化もあった。一、二軍合同でやれた方がチームのためになると思い、断腸の思いで宮崎に移ることになった」と説明している。これにより、オリックス・ブルーウェーブ時代の1993年から始まった宮古島での春季キャンプは、23年で幕を閉じることになった。
本球場のメインスタンド正面向かい側には、オリックスが1996年の日本シリーズを制し日本一に輝いたことを称える記念碑と、2005年12月15日に死去したオリックス元監督仰木彬を称える顕彰碑が、それぞれ建立されている。仰木の顕彰碑には彼の座右の銘「信汗不乱」が刻まれている。仰木が亡くなった直後には、球場の名称を仰木彬球場に変更することも検討されたが、実現しなかった。

## 主なエピソード
- こけら落しとして行われた試合で先発した横浜大洋の投手・友利結（デニー友利）はこの島に縁の選手である。またその試合で中日・立浪和義が初ホームランを打ったことを記念して植樹がされた。[要出典]
- 仰木彬はオリックスのキャンプ期間中、練習終了後にこの球場から市内上野にある宿舎まで約12kmの道程を徒歩で帰るのを日課にしており、当時からそのルートは「仰木ロード」と呼ばれ親しまれていた。ルートの距離は奇しくも仰木の命日の12月15日と同じ12.15kmであり、オリックスのキャンプの時期に合わせて、このルートを歩くイベントが開催されてきた[20][22]。

## 市民球場周辺の主な施設
- 宮古島市多目的前福運動場[23]
- 宮古島市平良多目的屋内運動場[24]
- 宮古島市総合体育館[25]
- 宮古島市陸上競技場[26]

## 交通
- 宮古空港から車で約10分